# Maschinenhaus Senffabrik
Das Maschinenhaus der Senffabrik Leman, Alexanderweg 75 in Eystrup, in der niedersächsischen Samtgemeinde Grafschaft Hoya, stammt vom Anfang des 20. Jahrhunderts.
Die Dampfmaschinenhalle der Fabrik wurde und wird saniert und soll museal genutzt werden.
Das Gebäude steht unter Denkmalschutz (siehe auch Liste der Baudenkmale in Eystrup).

## Beschreibung und Geschichte
Das eingeschossige verputzte Gebäude mit Satteldach in Hohlpfannendeckung wurde 1914 gebaut. Die vertikalen Fenster blieben erhalten.

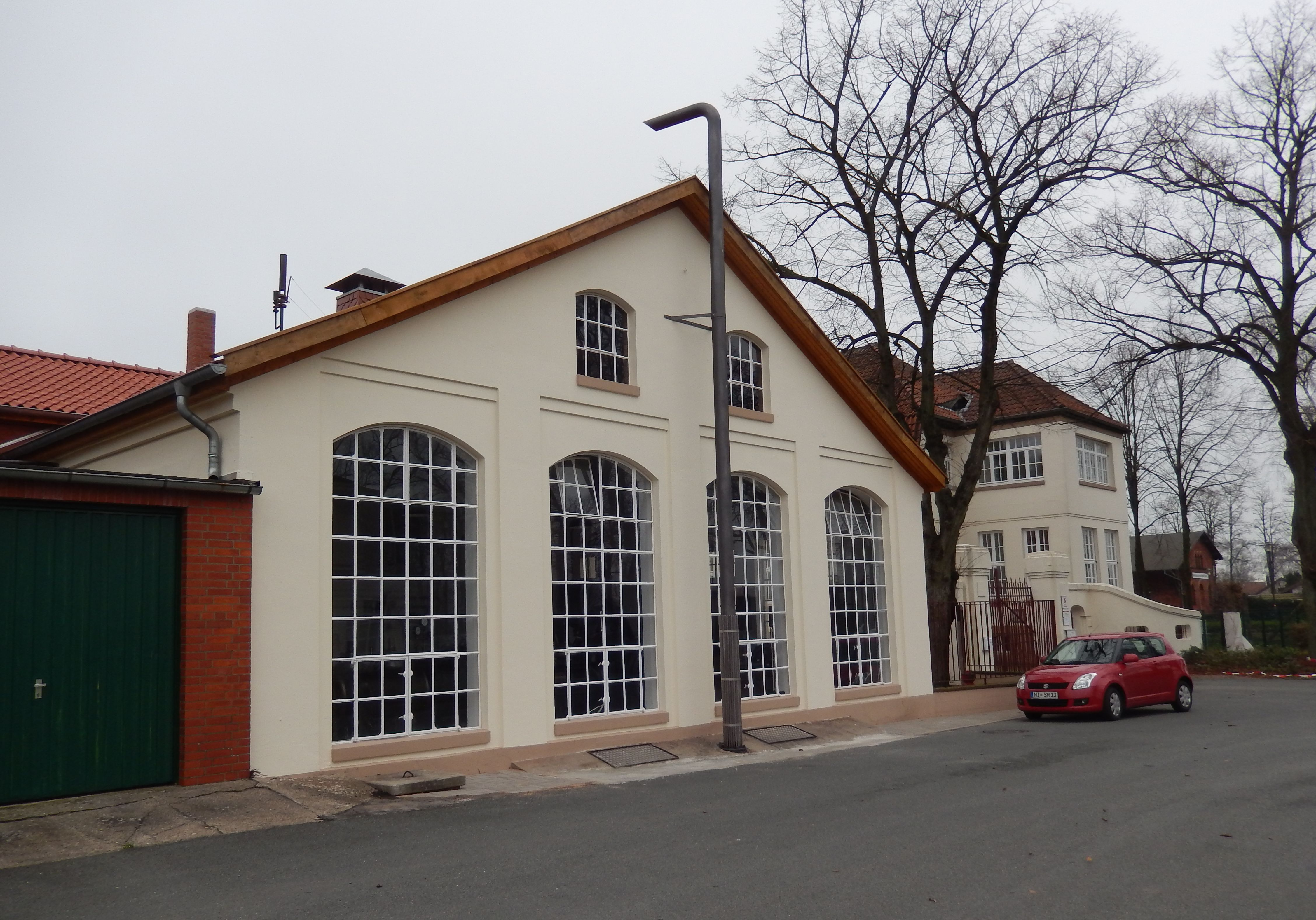
Maschinenhalle, dahinter Verwaltungsgebäude

Die Maschinenausstattung umfasst eine Dampfmaschine, einen Schwungradgenerator, den Erreger und die alte Elt-Anlage. Die Dampfmaschine ist als liegende Einzylinder-Maschine mit der „No 1003. 1911. K&TH. MÖLLER. Brackwede i.W.“ klassifiziert. Der Generator vom Siemens-Schuckertwerk mit der „Masch.-Nr.: 382488N“ hat 160 KVA elektrische Scheinleistung. Der Erreger stammt von den Lloyd Dynamo Werken Bremen.
Das Gebäude steht vorne in der linken Reihe der zwei langgestreckten Bauzeilen der Fabrikanlage.
Die Essig- & Senffabrik Ph. Leman wurde 1809 gegründet. 1873 wurde ein neuer Standort (Zur Zwillingslinde 2) errichtet und 1914 ein größerer Standort am Bahnhof mit Gleisanschluss. Hier entstanden dazu das Verwaltungsgebäude, das Fabrikgebäude, die Werkstatt, das Kesselhaus, die Mühle und das Silo sowie das Fachwerkwohnhaus der Familie.
2011 gründete sich die Interessengemeinschaft Industriedenkmal Senffabrik Leman um die historische Dampfmaschine wieder in Betrieb zu nehmen und der Öffentlichkeit zugänglich zu machen.
In einer Bildergalerie des Heimatvereins wird das Gebäude gezeigt.

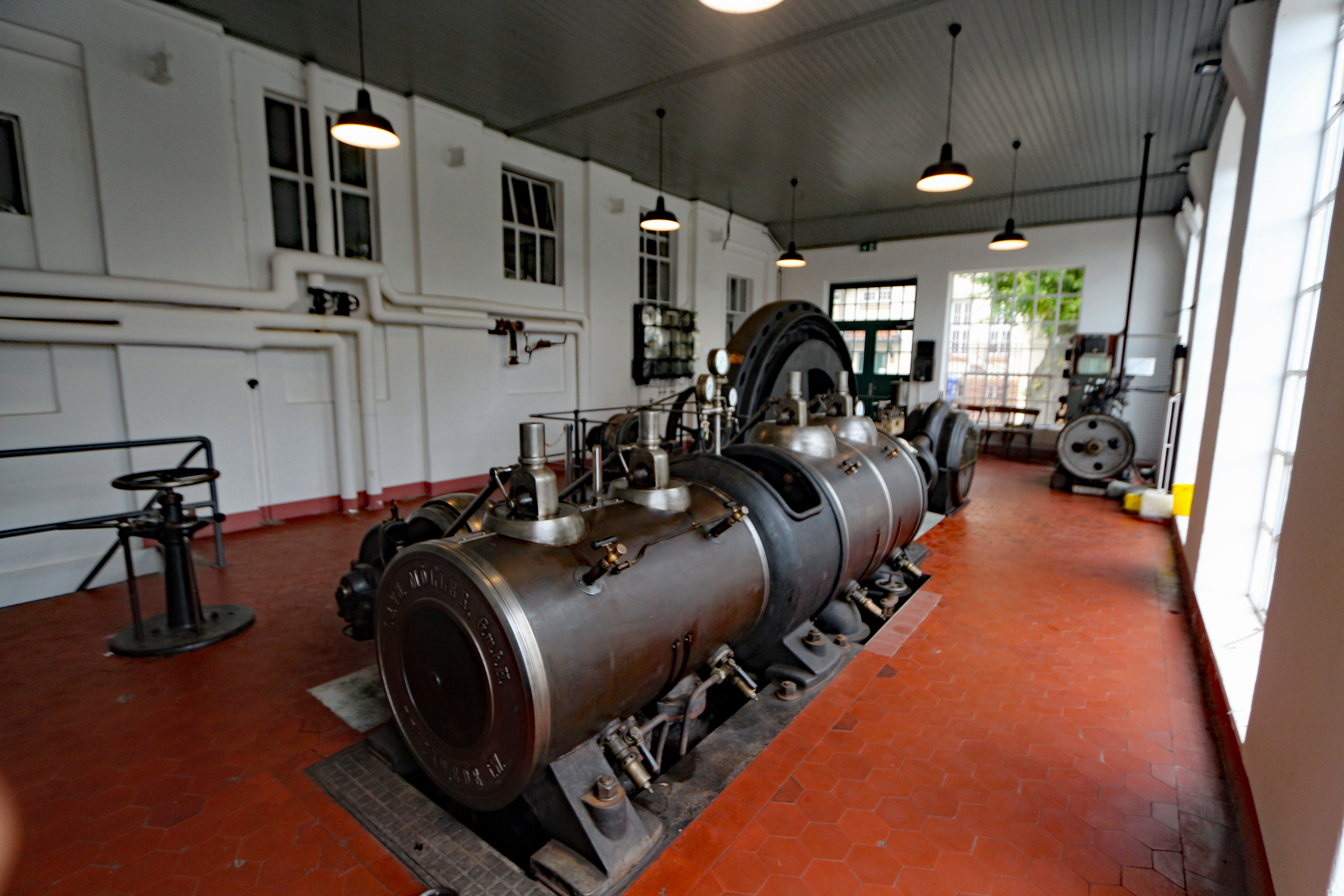
Dampfmaschine 1
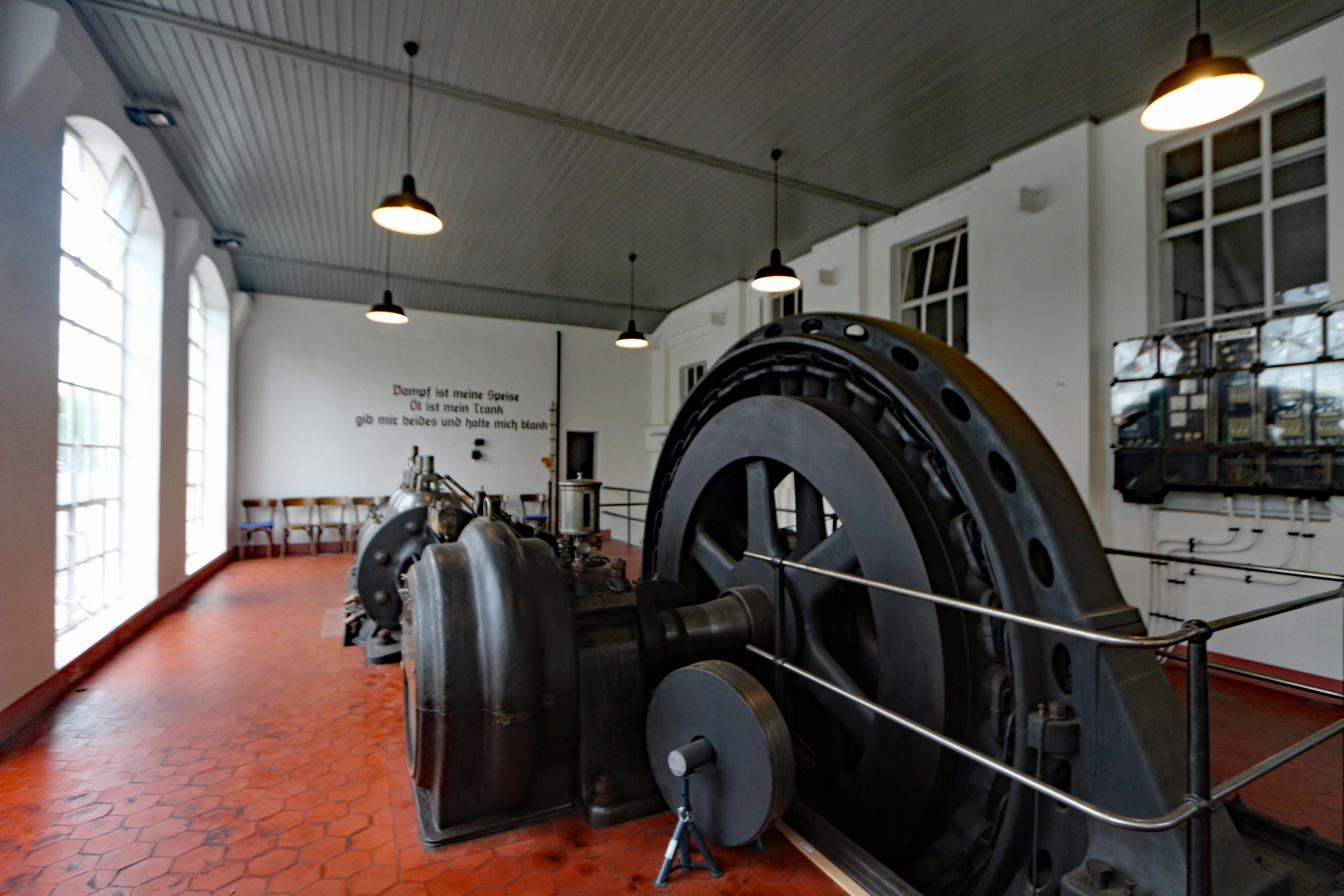
Dampfmaschine 3
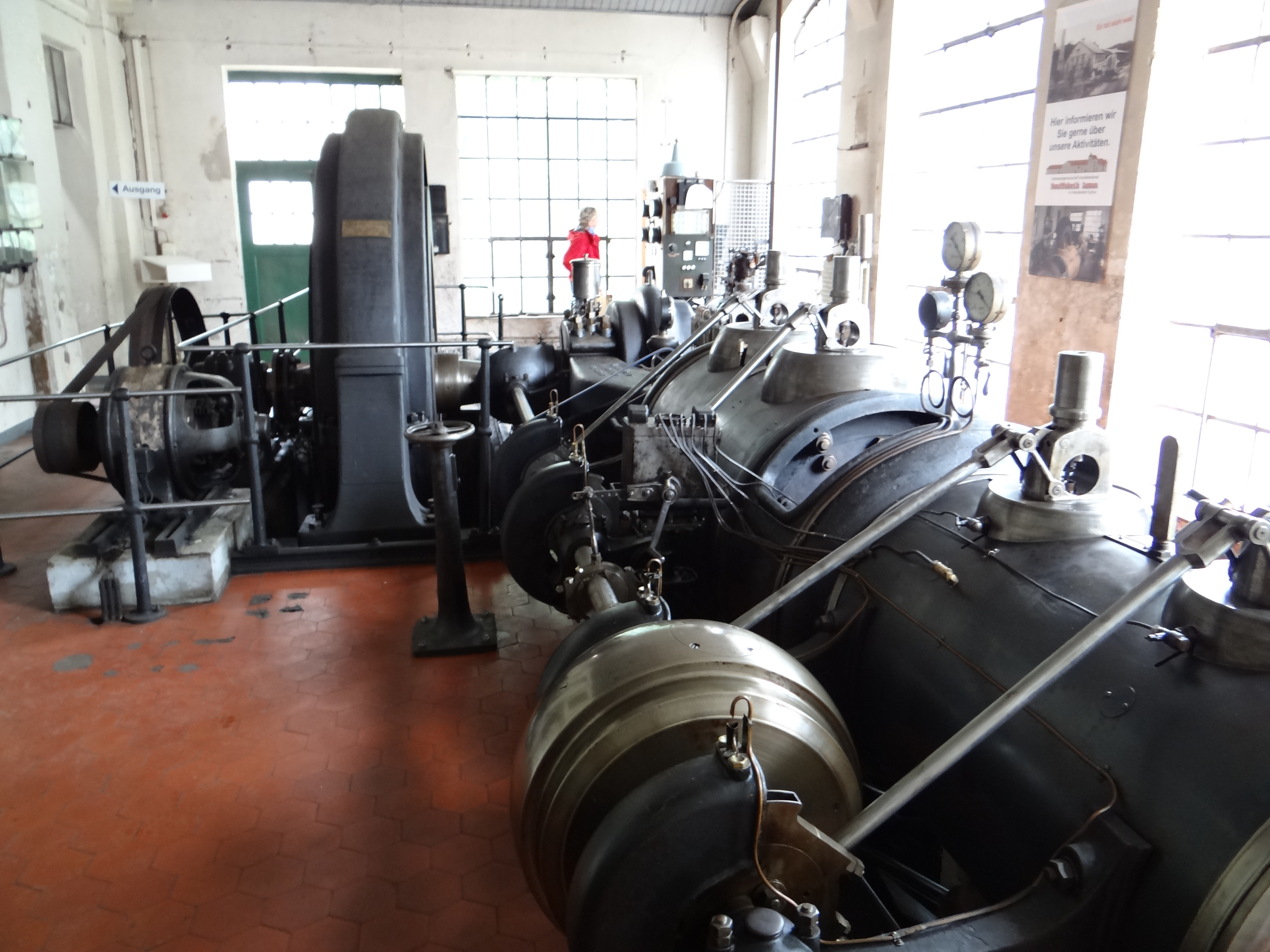
Dampfmaschine und Generator
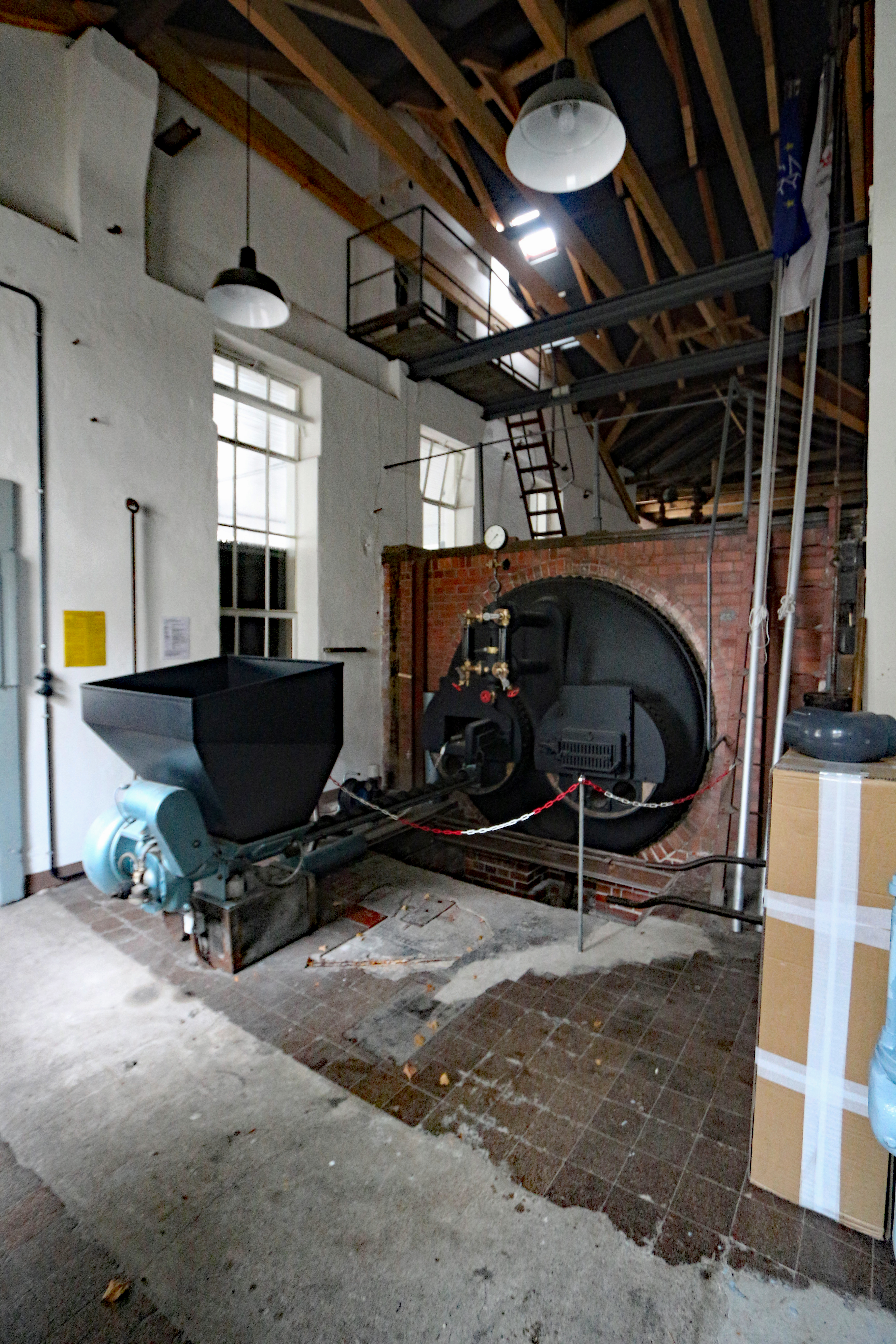
Dampfkessel im Kesselhaus